# Ники Бенц
Ники Бенц (на английски: Nikki Benz) е артистичен псевдоним на Алла Мончак (Alla Montchak) – канадско-американска порнографска актриса от украински произход.

## Ранен живот
Родена е на 11 декември 1981 г. в град Мариупол, бивша Украинска съветска социалистическа република, СССР, днешна Украйна и израства в Торонто, Канада.
На седемгодишна възраст емигрира заедно с родителите си от Украйна в Канада, като се установяват в град Торонто.
След като завършва гимназия работи като стриптизьорка.

## Кариера
Дебютира като актриса в порнографската индустрия през 2002 г., малко преди да навърши 21 години.
Бенц прави първата си порнографска секс сцена с Джина Лин. Следва още три сцени само с момичета и чак в петата си сцена тя прави секс с мъж пред камерата, а неин партньор е Бен Инглиш.
Работи с различни продуцентски компании – Диджитъл Плейграунд, Адам и Ева, Уикед Пикчърс, Джулс Джордан, Брейзърс и други.
Участва във видеоклипа на песента „Губя себе си“ към филма „Моето завръщане от тъмната страна“.
През 2015 г. Бенц и Алексис Тексас, също порноактриса, преминават с голи гърди по площад „Таймс Скуеър“ в Манхатън, за да се застъпят за равенството между половете и да подкрепят жените, които искат да ходят топлес на „Таймс Скуеър“.

## Политика
През май 2014 г. порноактрисата анонсира кандидатурата си за кмет на канадския град Торонто.

## Награди и номинации
Носителка на индивидуални награди
- 2006: Temptation награда за най-добра сцена с тройка (видео) – „Тест драйв“ (със Скот Нейлс и Томи Гън).[10]
- 2010: Пентхаус любимка за месец април.[11]
- 2011: Пентхаус любимка на годината.[12][11]
- 2011: NightMoves награда за най-добра екзотична танцьорка (избор на авторите).[13]
- 2012: NightMoves награда за най-добра екзотична танцьорка (избор на феновете).[14]
- 2015: XBIZ награда за Crossover звезда на годината.[15]
- 2016: AVN зала на славата.[16]

Номинации
- 2006: Номинация за Temptation награда за най-добър изпълнител на договор/най-ценна звезда на договор.[17]
- 2007: Номинация за AVN награда за недооценена звезда на годината.[18]
- 2007: Номинация за NightMoves награда за най-добра екзотична танцьорка.[19]
- 2010: Номинация за XBIZ награда за жена изпълнител на годината.[20]
- 2010: Номинация за XBIZ награда за Crossover звезда на годината.[20]
- 2010: Финалистка за F.A.M.E. награда за любими гърди.[21]
- 2010: Финалистка за F.A.M.E. награда за най-горещо тяло.[21]
- 2010: Номинация за XFANZ награда за жена звезда на годината.[22]
- 2010: Номинация за Exotic Dancer награда за изпълнение в порнографски филм.[23]
- 2011: Номинация за XBIZ награда за Crossover звезда на годината.[24]
- 2011: Номинация за Exotic Dancer награда за изпълнение в порнографски филм.[23]
- 2012: Номинация за AVN награда за Crossover звезда на годината.[25][26]
- 2012: Номинация за Exotic Dancer награда за изпълнение в порнографски филм.[23]
- 2012: Номинация за NightMoves награда за най-добра звезда в социалните мрежи.[27]
- 2013: Номинация за NightMoves награда за най-добри гърди.[28]
- 2015: Номинация за XBIZ награда за изпълнителка на годината.[29]